# Yvonne Bönisch
Yvonne Bönisch, född den 29 december 1980 i Ludwigsfelde, Tyskland, är en tysk judoutövare.
Hon tog OS-silver i damernas lättvikt i samband med de olympiska judotävlingarna 2004 i Aten.